# عزيز الرحمن عثماني
عزيز الرحمن عثماني (توفي عام 1928) كان عالمًا هنديًا مسلمًا سنيًا شغل منصب المفتي الأول لدار العلوم ديوبند. اشتهر بفتاوى دار العلوم ديوبند. وكان شقيقه شابير أحمد عثماني.

## الإرث
في عام 2011، أكمل أبو تميم أطروحته للدكتوراه، " مفتي عزيز الرحمن في فقه الخدمة "، تحت إشراف محمد حبيب الله في جامعة عليكرة الإسلامية.

## فهرس
- Rizwi، Syed Mehboob. Tarikh Darul Uloom Deoband [History of the Dar al-Ulum Deoband]. ترجمة: Murtaz Husain F Quraishi (ط. 1981). ديوبند: دار العلوم ديوبند. ج. 2.
- ULLAH، MOHAMMED (2018). The Contribution of Deoband School to Hanafi Fiqh A Study of Its Response to Modern Issues and Challenges (Phd thesis). Centre for Federal Studies, Jamia Hamdard University. ص. 113–115. hdl:10603/326073. مؤرشف من الأصل في 2025-02-22.